# Петровська Оксана Іванівна
Окса́на Іва́нівна Петро́вська (нар. 20 жовтня 1951, Бодаква Лохвицького району Полтавської області) — українська артистка драми і театральний керівник, директор-художній керівник Дніпропетровського академічного українського музично-драматичного театру імені Т. Г. Шевченка (з 2016), Заслужена артистка України (2014), режисер-постановник. Кавалер орденів, лауреатка фестивалів і конкурсів. Ктиторка Січеславської єпархії Православної Церкви України. 

## Життєпис
Походить з родини станових запорізьких козаків Вовків містечка Бодаква Сенецької сотні Лубенського полку, онука героя Першої світової війни козака Оврама Опанасовича Вовка. [джерело?]
Закінчила Дніпропетровське театральне училище. У 1970-х працювала артисткою драми і за сумісництвом костюмером театру ім. Шевченка.
Із 2010 року відновила участь у трупі театру.
Директор-художній керівник Дніпропетровського академічного українського музично-драматичного театру ім. Шевченка із 2016 року.
Є активним діячем спілки театральних діячів України. Постійно проводить волонтерську роботу та підтримує діяльність Січеславської єпархії Православної Церкви України.
Мати відомого дніпровського підприємця Олександра Петровського
Володіє грузинською мовою. 

## Творчість
У 1970-х грала Мотрю у комедії Квітки-Основ'яненка «Шельменко-денщик» та інші ролі.
З 2010 грала ролі:
- Своячениця («Майська ніч» за Гоголем),
- княгиня («Бал» Л. Кушкової),
- Кайдашиха («Кайдашева сім'я» за Нечуєм-Левицьким),
- мадам Гібер («Милі дітки» Ф. Кампо),
- Доля («Лісова пісня» Лесі Українки),
- дружина Богдана Хмельницького («Шалене кохання гетьмана» В. Веретенникова),
- Бабуся («Заради любові» Р. Галушко),
- Юліанна («Гедда Габлер» Ібсена),
- Воронова («Доки сонце зійде, роса очі виїсть» М. Кропивницького),
- Палажка («Мартин Боруля» І. Карпенка-Карого),
- Голда («Скрипаль на даху» Дж. Бока),
- Зулейка («1 день із 1000 ночей» А. Крима) та ін.

Задіяна у переважній частині театрального репертуару.

## Відзнаки
- Заслужена артистка України[2].
- Орден Святого Рівноапостольного князя Володимира Великого ІІ ступеня УПЦ КП
- Орден Святого Рівноапостольного князя Володимира Великого ІІІ ст. (листопад 2017) УПЦ КП
- Медаль «За сприяння Збройним Силам України» (2016)
- лауреат Всеукраїнської премії «Жінка ІІІ тисячоліття» (осінь 2017)
- спеціальний приз імені заслуженого працівника культури України Олега Гришкіна у номінації «Кращий директор» (на фестивалі «Січеславна-2018»)
- дипломи в номінації «Краща епізодична роль» за роль Софії у виставі «Шалене кохання гетьмана» (на фестивалі «Січеславна-2014»)